# Johann Pock (Theologe)
Johann Ignaz Pock (* 15. Mai 1965 in Marchtring, Steiermark) ist ein österreichischer römisch-katholischer Theologe. Ab 2007 war er Universitätsprofessor für Pastoraltheologie an der Rheinischen Friedrich-Wilhelms-Universität Bonn, seit 2010 ist er Professor für Pastoraltheologie und Kerygmatik an der Katholisch-Theologischen Fakultät der Universität Wien.

## Leben
Pock wuchs im steirischen Wolfsberg auf. Er studierte an der Universität Graz Theologie und machte 1990 das Lizentiat für Bibelwissenschaften am Päpstlichen Bibelinstitut in Rom. 1993 wurde er in Graz zum Priester geweiht.
Von 1992 bis 2007 war Pock in verschiedenen seelsorglichen Funktionen in der Diözese Graz-Seckau tätig. Daneben war er von 1996 bis 2007 Assistent am Institut für Pastoraltheologie und Pastoralpsychologie in Graz. 2005 habilitierte er sich im Fach Pastoraltheologie und Homiletik an der Eberhard Karls Universität Tübingen.
Ab 2007 war Pock Professor für Pastoraltheologie an der Friedrich-Wilhelms-Universität Bonn. Seit 2010 hat er den Lehrstuhl für Pastoraltheologie und Kerygmatik an der Katholisch-Theologischen Fakultät der Universität Wien inne.
Er ist Gründungs- und Redaktionsmitglied des „Theologischen Feuilletons“ feinschwarz.net, einem Online-Magazin und Internetportal, von dem es keine gedruckten Ausgaben gibt; das Portal wurde am 1. Oktober 2015 aufgeschaltet. Er war von 2016 bis 2020 Vorsitzender der ökumenischen Arbeitsgemeinschaft für Homiletik.
Von 2018 bis 2022 war er Dekan der Katholisch-Theologischen Fakultät der Universität Wien.

## Publikationen
- Theologie als Werkstatt. Offene Baustellen einer praktischen Theologie (mit Rainer Bucher, Rainer Krockauer), Reihe: Werkstatt Theologie 25, Lit-Verlag, Wien-Münster 2023, ISBN 978-3-643-51118-8.
- Fühlt ihr nicht, so bleibt ihr nicht! Die emotionale Dimension der Predigt, (mit Ursula Roth, Bernhard Spielberg), Reihe: Ökumenische Studien zur Predigt 13, Don Bosco Verlag, München 2022, ISBN 978-3-7698-2547-3.
- Pastoraltheologie in Mitteleuropa. Bestandsaufnahme und Entwicklungsmöglichkeiten (mit Klara A. Csiszar, János Vik), Grünewald Verlag, Mainz 2021, ISBN 978-3-7867-3260-0.
- Kirche der Armen? Impulse und Fragen zum Nachdenken. Ein Handbuch (mit Regina Polak, Frank G.C. Sauer, Rainald Tippow), Echter-Verlag, Würzburg 2020, ISBN 978-3-429-04363-6.
- Wo heute predigen (mit Maria Elisabeth Aigner u. Hildegard Wustmans), Echter-Verlag, Würzburg 2018, ISBN 978-3-429-06341-2.
- Christliche Rituale im Wandel. Schlaglichter aus theologischer und religionswissenschaftlicher Sicht (mit Hans Gerald Hödl u. Teresa Schweighofer), Vienna University Press, Wien 2017, ISBN 978-3-8471-0778-1.
- Seelsorge: die Kunst der Künste. Zur Theologie und Praxis der Seelsorge (mit Erich Garhammer u. a.); Reihe: Studien zur Theologie und Praxis der Seelsorge 100, Echter-Verlag, Würzburg 2017, ISBN 978-3-429-04382-7.
- Dem Leben auf der Spur. Pastoraltheologie autobiografisch, Schöningh-Verlag, Paderborn 2015, ISBN 978-3-506-78254-0.
- Abfall. Theologisch-kritische Reflexionen über Müll, Entsorgung und Verschwendung (mit Ulrike Bechmann u. a.), Lit-Verlag, Wien 2015, ISBN 978-3-643-50547-7.
- Wie heute predigen. Einblicke in die Predigtwerkstatt (mit Maria Elisabeth Aigner u. Hildegard Wustmans), Echter-Verlag, Würzburg 2014, ISBN 978-3-429-03711-6.
- Ausgesetzt. Exklusionsdynamiken und Exposureprozesse in der Praktischen Theologie (mit Birgit Hoyer u. a.), Lit-Verlag, Berlin 2012, ISBN 978-3-643-50356-5.
- Die Zeit ist erfüllt! (Mk 1,15) Predigten zum Lesejahr B. Lit-Verlag, Berlin 2011, ISBN 978-3-643-50340-4.
- Pastoral und Geld (mit Ulrike Bechmann u. a.), Lit-Verlag, Berlin 2011, ISBN 978-3-643-50198-1.
- Trauerrede in postmoderner Trauerkultur (mit Ulrich Feeser-Lichterfeld), Lit-Verlag, Berlin 2011, ISBN 978-3-643-50284-1.
- Wecker für die Seele. Predigten zum Lesejahr A. Lit-Verlag, Berlin 2010, ISBN 978-3-643-10451-9.
- "Stell' dich auf deine Füße!" (Ez 2,1) Predigten zum Lesejahr C. Lit-Verlag, Berlin 2009, ISBN 978-3-643-10316-1.
- Klerus und Pastoral (mit Rainer Bucher). Lit-Verlag, Wien/Münster 2010, ISBN 978-3-643-50056-4.
- Geschlecht quer gedacht. Widerstandspotenziale und Gestaltungsmöglichkeiten in kirchlicher Praxis (mit Maria Elisabeth Aigner). Lit-Verlag, Wien/Münster 2009, ISBN 978-3-8258-1654-4.
- Gemeinden zwischen Idealisierung und Planungszwang: Biblische Gemeindetheologien in ihrer Bedeutung für gegenwärtige Gemeindeentwicklungen. Eine Analyse der Pastoralplanungen der Diözesen Deutschlands und Österreichs. Lit-Verlag, Wien/Münster 2006, ISBN 978-3-8258-8974-6.